# 江帆 (1951年)
江帆（1951年1月—）是安徽宁国人，汉族，中华人民共和国政治人物、第十二届全国人民代表大会河南地区代表。
毕业于中央党校教育学硕士专业。加入中国共产党。2013年，担任国家人口和计划生育委员会原副主任、党组原成员。